# Tropheops novemfasciatus
Tropheops novemfasciatus és una espècie de peix pertanyent a la família dels cíclids i al superordre dels acantopterigis.

## Etimologia
L'epítet novemfasciatus prové del llatí i vol dir nou bandes.

## Descripció
Fa 9 cm de llargària màxima i presenta el cos travessat per 9 franges verticals fosques (incloent-hi les dues darreres situades al peduncle caudal, una altra a la línia lateral i una altra al mig dels flancs). La part espinosa de l'aleta dorsal té una banda fosca, mentre que la seua àrea tova i amb radis i, també, l'aleta caudal mostren un reguitzell de punts. Els llavis i els extrems del musell i de la mandíbula inferior estan pigmentats de negre. Aleta dorsal amb 18 espines i 9 radis, pectorals amb 13 radis i anal amb 3 espines i 8 radis. 30 escates a la línia lateral. 5 fileres d'escates a les galtes. 5 fileres de dents a la mandíbula inferior i 6 a la superior. 7 dents a la filera exterior de la banda esquerra de la mandíbula inferior. Els mascles són de color morat clar, esvaint-se a groc al terç dorsal del cos i tenen els següents trets: escates amb reflexos o de color blau clar al centre; franges verticals fosques amb la mena d'escates abans esmentades a dins; opercle superior del mateix color morat clar del cos; galtes i musell de color morat fosc amb reflexos blaus brillants; opercle inferior de color groc; barbeta i llavis negrosos; ulls travessats per una franja fosca i vertical; espines i radis dorsals groguencs amb les membranes de color blau clar brillant; banda submarginal discontínua i de color blau negrós estesa a través de l'àrea espinosa anterior de l'aleta dorsal; vora posterior distal de la zona amb radis de l'aleta dorsal de color groc amb ratlles blaves brillants; aleta caudal amb línies blaves clares sobre una superfície groga; aleta anal amb una zona distal anterior negrosa, els extrems de les espines de color blanc, una franja proximal semblant al color del nacre i l'extrem distal de color marró; ocels de color groc; aletes pelvianes fosques, amb una vora blanca i reflexos blaus; i radis pectorals foscos i amb les membranes clares. Les femelles són de color gris groguenc i mostren les següents característiques: dues fileres transversals de punts marrons foscos al cos (sovint, fusionant-se en taques o ratlles); opercle inferior i galtes de color beix; àrea que va des del musell fins a la inserció dorsal grisa; aleta dorsal amb la part proximal de color beix nacrat i amb una franja submarginal de color marró grisenc que s'estén ventralment i posterior en forma de taques (dominen a la zona dels radis); aleta caudal amb un patró de taques de color marró grisenc; aletes pelvianes majoritàriament de color beix; i aletes pectorals clares.

## Reproducció
Els mascles reproductors són territorials i construeixen nius en forma de plat poc fondo en el fons fangós. Les femelles i els mascles no reproductors formen grups.

## Alimentació
Menja algues bentòniques que creixen sobre fulles de plantes i el seu nivell tròfic és de 2.

## Hàbitat i distribució geogràfica
És un peix d'aigua dolça, demersal (principalment, fins als 4 m de fondària) i de clima tropical (14°S-15°S), el qual viu a l'Àfrica sud-oriental: és un endemisme de les zones poc fondes de les badies arrecerades amb petites roques i vegetació del llac Malawi a Malawi, Tanzània i Moçambic.

## Observacions
És inofensiu per als humans i el seu índex de vulnerabilitat és baix (10 de 100).